# Принстон Џанкшон (Њу Џерзи)
Принстон Џанкшон (енгл. Princeton Junction) насељено је место без административног статуса у америчкој савезној држави Њу Џерзи.

## Демографија
По попису из 2010. године број становника је 2.465, што је 83 (3,5%) становника више него 2000. године.
| Група             | 2000.         | 2010.         |
| Белци             | 2.017 (84,7%) | 1.761 (71,4%) |
| Афроамериканци    | 48 (2,0%)     | 60 (2,4%)     |
| Азијати           | 211 (8,9%)    | 459 (18,6%)   |
| Хиспаноамериканци | 73 (3,1%)     | 134 (5,4%)    |
| Укупно            | 2.382         | 2.465         |